# Сан Венанцио (Болоња)
Сан Венанцио (итал. San Venanzio) је насеље у Италији у округу Болоња, региону Емилија-Ромања.
Према процени из 2011. у насељу је живело 1637 становника. Насеље се налази на надморској висини од 15 м.